# Nettlestead (Suffolk)
Nettlestead is een civil parish in het bestuurlijke gebied Mid Suffolk, in het Engelse graafschap Suffolk met 90 inwoners.

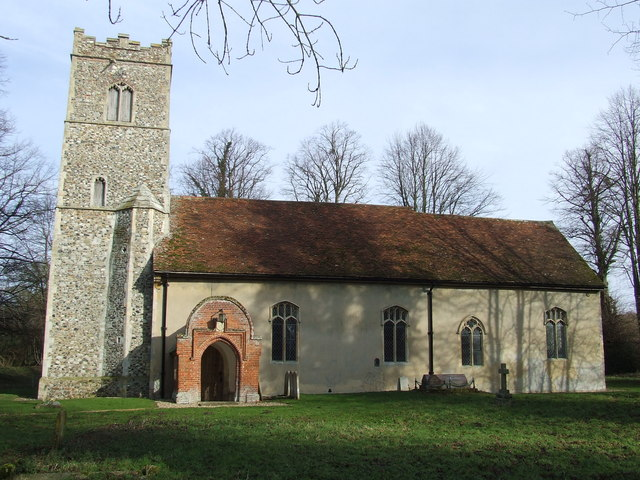
Kerk van St Mary